# محمد بن يحيى المروزي
أبو بكر محمد بن يحيى بن سليمان المروزي ثم البغدادي (202 هـ-287 هـ) من أئمة ورواة الحديث الثقات، كان يعمل وراقًا قال الذهبي: «مات في شوال سنة ثمان وتسعين ومائتين».

## روايته للحديث النبوي
- سمع: عاصم بن علي وهو مكثر عنه، وأبا عبيد القاسم بن سلام، وعلي بن الجعد، وخلف بن هشام، وبشر بن الوليد.
- حدث عنه: النجاد وأبو بكر الشافعي، ومخلد الباقرحي، والطبراني، وابن عبيد العسكري، وأبو بكر الإسماعيلي، وآخرون.[4]
- الجرح والتعديل: قال ابن حجر العسقلاني: «صدوق»، وقال الخطيب البغدادي: «ثقة»، وقال الدارقطني: «صدوق»، وقال مسلمة بن القاسم الأندلسي: «كثير الحديث».[3]